# ナンマトル
ナンマトル（Nan Madol）は、ミクロネシア連邦のポンペイ州に残る人工島群の総称であり、後述するように、その考古遺跡の規模はオセアニア最大とさえ言われる。人工島が築かれ始めたのは西暦500年頃からだが、ポンペイ島全土を支配する王朝（シャウテレウル王朝）が成立した1000年頃から建設が本格化し、盛期を迎えた1200年頃から1500年（または1600年）頃までに多数の巨石記念物が作り上げられていった。人工島は玄武岩の枠の内側をサンゴや砂で埋めて造ったもので、100以上とされる人工島は互いに水路で隔てられており、その景観は「太平洋のヴェニス」、「南海（南洋）のヴェニス」、「ミクロネシアのアンコールワット」などとも呼ばれる。
人工島の上に築かれた巨石記念物群は王や祭司者の住居のほか、墓所、儀式の場、工房など様々な役割をもっており、その大きさも様々である。巨石記念物群は数トンから数十トンにもなる玄武岩柱を積み上げたもので、どのような技術を使ったのかは解明されていない。レラ遺跡などのミクロネシア連邦の他の遺跡、さらには広くポリネシア等の遺跡との関連性についても研究が進められているが、明らかになっている点は限られる。なお、超古代文明論ではムー帝国の首都の遺跡などとされることもあるが、考古学的な検証からは否定されている。
調査・保存などについて日本を含む国際的な協力も受けて、2016年には、UNESCOの世界遺産リストに登録されたが、マングローブの繁茂などといった遺跡保存への脅威から、危機遺産リストにも登録された。
日本ではナン・マドール、ナン・マタール、ナン・マトール等、複数の表記がなされる（後述）。なお、ナンマトル及び関連する固有名詞のカナ表記は揺れが非常に大きいので、この記事では便宜的に、現地音に近いカナ表記を採用したとする片岡, 長岡 & 石村 2017の表記で統一する（ポンペイ島など、ウィキペディア日本語版上で記事が立っている一部の名詞を除く）。いくつかの固有名詞は、日本語文献における表記の揺れを注記したが、網羅的なものではない。

## 名称

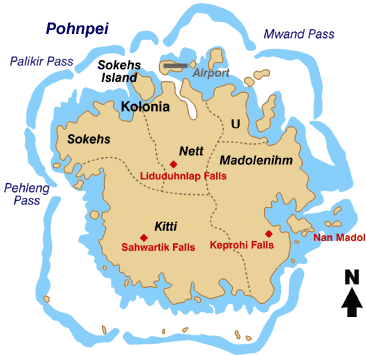
大きな島がポンペイ島で、中段・右側の湾内に位置するのがチェムェン島。その北側で北から南へ突き出している半島の辺りがメチップ、トラパイル地域。

ナンマトル (Nan Madol) は「間隔の間」（between intervals）という意味で、人工島に築かれた建造物群の間に、水路で隔てられた隙間があることに由来するという。他方で、「家がたくさん集まっている」などと語源説明をしている文献もある。古い伝承に詳しかった地元の名士マサオ・ハドレイもこの立場で、Nan-Moadol-En-Ihmvに由来し、「家がたくさんあるところ」の意味としていた。『小学館ランダムハウス英和大辞典』でも、語源をNan-Moadol-En-Ihmvとし、同様の説明を与えている。
「ナン（・）マトル」は現地のポンペイ語の発音に基づくカナ表記である。日本人として初期に発掘調査をした八幡一郎は「ナンマタル」としていた。かつては「ナン（・）マタール」とする文献も複数あり、それを現地音に近い表記とする文献もあった。
「ナン（・）マドール」は英語読みに基づくとされる表記で、これも広く用いられてきた。実際の英語での発音は IPA: [nɑ́ːn mədóul] である。
ほかに、「ナン（・）マトール」という表記を採用している資料もいくらか存在する。

## 位置
ミクロネシア連邦のポンペイ島はかつてポナペ島と呼ばれており、周辺に付随する数多くの小島も含めてポナペ諸島とも呼ばれた。ポンペイは「石の祭壇の上に」という意味である。石積みと結び付けられるのは、伝承ではポンペイ島そのものが呪術による石積みでできたとされることによるという。
ポンペイ島の周辺にはラグーンがある。ポンペイ島の東側に付随しているチェムェン島 (Temwen) は、そのラグーンにある小島の中で最大であり、ナンマトルはその沿岸部に築かれた。
ポンペイ島は伝統的に5つの地区に分けられ、それぞれにナーンマルキと呼ばれる首長が今も存在するが、ナンマトルはその一つ、マトレニーム地区 (Madolenihmw) にある。マトレニームのナーンマルキは、5人のナーンマルキの中で最も格が高いとされる。

## 歴史

### 伝説
ナンマトルの伝説的な起源は、神あるいは魔術師などと位置づけられる2人の兄弟、オロシーパとオロショーパ (Olosihpa & Olosohpa) に帰せられている。彼ら以前にも東から来た人々によるささやかな祭壇があったと伝えられるが、オロシーパ兄弟は西方の伝説の地「風下のカチャウ」(Katau Peidi / Downwind Katau)からポンペイ島にやってきて、祭壇を築くために島のあちらこちらをまわった。当初は現代でいうショケース地区 (Sokehs) の沿岸に祭壇を作ったものの、波が強くて失敗し、そこに落ち着くことはなかった。次いでネッチ地区 (Nett)、ウー地区 (U) とめぐったがうまくいかず、最後にマトレニーム地区に落ち着くことになった（各地区の位置関係は上掲の地図を参照）。マトレニームが選ばれたのは、近くの海中に、精霊（祖霊を含む）の領域カーニムェイショ (Kahnimweiso) があるとされたことによる。オロシーパとオロショーパは石を宙に浮かせてナンマトルを組み上げていき、その作業規模が大きくなるに従い、島民たちも協力するようになったという。
ナンマトルの完成を待たずしてオロシーパが没すると、オロショーパは残りの工事を完成に導いた。このオロショーパが初代のシャウテレウルと位置づけられる。「シャウテレウル」とは、ナンマトルを含む一帯の地名「テレウル」(Deleur) の主という意味である。このオロショーパから始まる王朝はシャウテレウル朝 (Saudeleur Dynasty) と呼ばれる。
初期のシャウテレウル朝は善政を敷いていたというが、次第に苛政へと転じ、最後のシャウテレウル、シャウテムォイ (Saudemwohi) の治世をもって終焉を迎えた。シャウテムォイは、島の最高神に当たる雷神ナーンシャペ (Nahn Sapwe) を迫害し、ナーンシャペが東方の伝説の地「風上のカチャウ」(Katau Peidak / Upwind Katau) に逃れざるをえなくした。ナーンシャペはその地の女性と結婚し、女性の双眼にライム果汁を差して妊娠させたという。そこで生まれた英雄がイショケレケル (Isokelekel) で、彼は333人の仲間を引き連れてナンマトルに攻め上り、数年の戦いを経てシャウテレウル朝を終わらせたとされる。敗れたシャウテムォイは魚に変身して逃げたとも、捕らわれて殺害されたとも言われている。
イショケレケルはポンペイ島のマトレニーム地区を治めるナーンマルキとなったが、ポンペイの残りの4地区は18世紀までに別のナーンマルキが治め、現代に至っている。イショケレケルは、ポンペイ全土を治めていたシャウテレウル朝を滅ぼしたにもかかわらず、島全体を統一する政権を作れなかった。その理由については、知られている範囲の伝説からは不明である。ナーンマルキらは、自身の死を前に後継者に口伝する以外には、伝説の全貌を語らない慣わしがある。そのため、学者らによる伝説の収集も、伝説の全体像を解明するには至っていない。

### 学術的検証

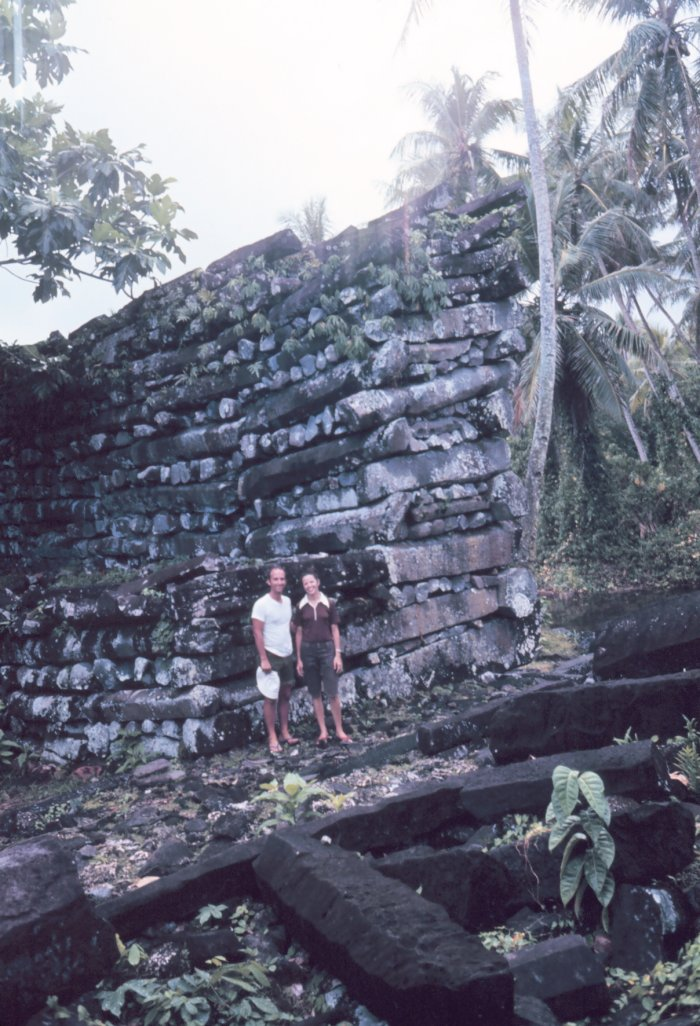
中央の人々と比較すると石材の大きさがわかる。

過去の発掘調査などの結果から、ナンマトル一帯に人が住むようになったのは紀元前後のことで、メラネシアから移ってきたと推測されており、ラピタ人の流れを汲むとも言われている。
人工島の建設開始は西暦500年頃のことだが、そのときの背景などは未解明である。急拡大は西暦1000年頃からだったと考えられており、それが同時にシャウテレウル朝の成立期と考えられている。その頃から1200年頃が首長制の確立期で、その首長制のもとでの儀式は、1200年から1300年頃に始められたと考えられている。
オロシーパとオロショーパの出自が、本当にチェムェン島の外だったかどうかにも議論があり、伝説的な地カチャウと結びつけることで権威を正当化する意図があった可能性も指摘されている。海上に人工島を築いた理由も、地縁などから切り離された権力の確立や、神聖性の強化を志向したのではないかと考えられている。こうした神聖性の強調は、ナンマトルの例外性と結びつく可能性がある。オセアニアの島嶼における政治権力は、農業の集約化と結びついて発展してゆくのが一般的とされ、シャウテレウル朝も確かにパンノキの品種改良による生産力増大や人口増加を背景としていた可能性は指摘されるものの、人工島群に築かれたナンマトルそのものは農業生産力に乏しく、その権威の拠り所は農業ではなく、儀式を通じて示される非物質的な力だったと考えられるからである。
ナンマトルの遺跡群を構成する石材は、サイズによって差があるが5トン（メトリックトン）から25トンほどとも言われ、最も重いものでは推計90トンにもなる。その石切り場は、遺跡から2 kmに位置するマトレニーム湾、十数 km 離れたチェムェン島の反対側などが挙がっており、21世紀に入ってからは、蛍光X線元素分析法を利用して産地やその変遷を特定する試みなども行われ始めている。しかしながら、それらの場所から巨石をどう運んだのかについては、カヌーに吊り下げて運んだという説などがあるものの、詳しい方法は確定しておらず、運んだ巨石を人工島で積み上げていった手法も不明である。少なくとも、彼らは金属器を持たず、水準器、滑車、車輪のいずれも利用していなかったらしい。
シャウテレウル朝が最盛時に支配していた人口は、25,000人ほどであったと見積もられている。そのうちのエリート層や司祭者がナンマトルに居住し、それがナンマトルの主要な機能であったが、前述のように人工島は農業生産力に乏しいため、食料はポンペイ島からの貢納に依存していた。その貢納や、労役が過大になっていったことが、シャウテレウル朝の終焉に結びついたと推測されている。シャウテレウル朝の終焉、すなわちイショケレケルの到来がいつなのかは、細かく絞り込まれてはいないが、1500年から1600年ごろのことであったと考えられており、巨石記念物群の建設もその頃に終息している。
イショケレケルが生まれ育った「風上のカチャウ」について、実在のコスラエ島とする説がある。それに対し、「風上のカチャウ」はポンペイ島より東のあらゆる島を指す語だったとする反論もあり、イショケレケルの軍勢が本当にポンペイの外から来た勢力だったかどうかすら、学術的には確定していない。つまりは、オロショーパ兄弟同様、神聖化の一環で外来勢力を標榜した可能性もある。
シャウテレウル朝の滅亡後も、マトレニームの初期のナーンマルキはナンマトルに居住していたらしい。しかし、19世紀にヨーロッパ人が本格的に到来した頃には、居住地としては使われなくなっていた。口承では、7代目のナーンマルキの時に、台風に被災したことがきっかけで居住地を移したとされ、それは18世紀初頭の頃と考えられている。もっとも、より現実的な理由として、ナンマトルでの居住が外部からの貢納を前提とするのに対し、シャウテレウル朝と違ってポンペイ全土を支配できなかったマトレニームのナーンマルキは、生活に十分な貢納を維持できなかったとする推測もある。

## 遺跡の構成

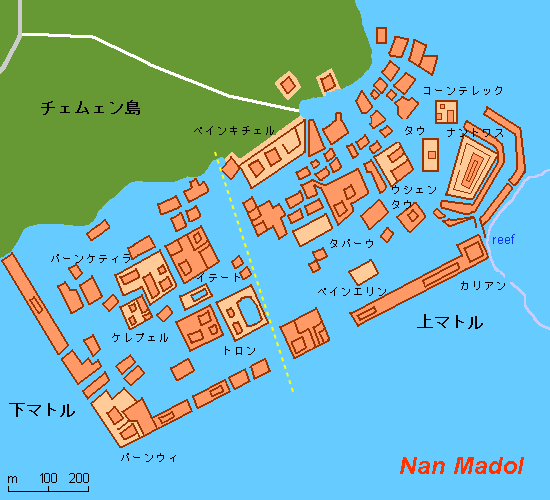
ナンマトルの見取り図（カリアン以外は、色の薄い人工島と、近くの日本語名が対応する）。黄点線が上マトルと下マトルの境界線。ただし、この図は以前の研究に基づく大まかな模式図であり、最新の研究に照らして位置関係、大きさなどが異なる場合がある。

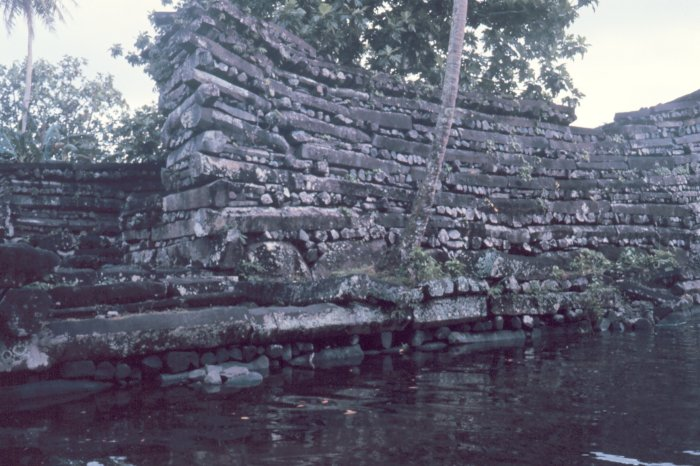
端が反りあがった石積み

遺跡の範囲はおよそ1.5 km × 0.7 km で、人工島の数は100以上である。
島の面積は160 m2から12,700 m2まで、かなりの差がある。遺跡に使われた石材の総体積は30万m3、総重量は50万トン（メトリックトン）に上ると見積もられている。その石造遺跡群の規模はミクロネシアで最大級とされるだけでなく、オセアニアで最大とも言われる。また、太平洋島嶼の巨石記念物群で都市化していたといえるのは、ナンマトル以外ではトンガ大首長国の都市遺跡のみである。
人工島は、外枠を柱状の玄武岩で仕切り、その内側を砕けたサンゴや砂で埋め立てる方式によって作られている。島によっては、その上に柱状の玄武岩を組み合わせた建造物が建っていることもある。人工島そのものの高さは1、2メートルで、満潮時にはそのかなりの部分が海面下にあるため、あたかも玄武岩の構造物群がそのまま海上に建てられているかのような景観を呈する。文化人類学者・考古学者の植木武は、その光景を「規模壮大にして風光明媚」と評している。
人工島の構造物は、柱状の黒褐色玄武岩を縦横交互に積み重ねた囲壁が築かれている。この長手（長い側面）と小口（断面）が交互に層を成す壁面は、後述するように、世界遺産登録に際しても顕著な普遍的価値を認められた。なお、小口積みと長手積みの組合せはレンガのイギリス積みのようだが、ナンマトルの石組みは端の部分を反り上がらせる組み方をしているものがある（画像参照）。
玄武岩の小口はたいてい五角形ないし六角形をしているが、これは柱状節理を利用したものである。すなわち、玄武岩は以前ポンペイ島が火山活動をしていたころ、マグマが地下深いところでゆっくり固まって形成されたものとされ、自然に五角形または六角形に割れるため、加工しやすいが非常に硬い。
伝承によると行政、儀礼、埋葬などそれぞれの島で機能分担していたとされる。その一方、人工島の間の海は張り巡らされた水路のようになっており、それを塞ぐことで、敵の侵入を防ぎやすい構造になっていることから、その全体は一種の水城であったとも考えられている。なお、現存する水路は、シルトの堆積やマングローブの繁茂などによって塞がれてしまった区画もあり、後述するように、その対応が世界遺産登録に当たっても論点となった。
ナンマトルには全体を北東部と南西部に二分する伝統があり、現代でもそれが踏襲されている。前者は主に司祭者が居住した上マトル（マトル・ポーウェ ; Madol Powe / Upper Nan Madol）で、後者は歴代シャウテレウルが居住し、執政や儀式の場となった下マトル（マトル・パー ; Madol Pah / Lower Nan Madol）である。上マトルと下マトルでは島の数が2倍ほど違うが、前者は小さめの島が多くひしめいているのに対し、後者は大きめの島が点在し、島の密度は低い。推測される労働投下量が最大なのは上マトルの葬送儀礼に関する施設群で、上マトルの司祭者たちの居住地はおろか、下マトルの王族の居住地をも上回る。このことは、その儀式が重視されていたことを示すと考えられている。
以下、上マトルと下マトルのいくつかの人工島について概説する。太字は人工島の名前である。

### 上マトル

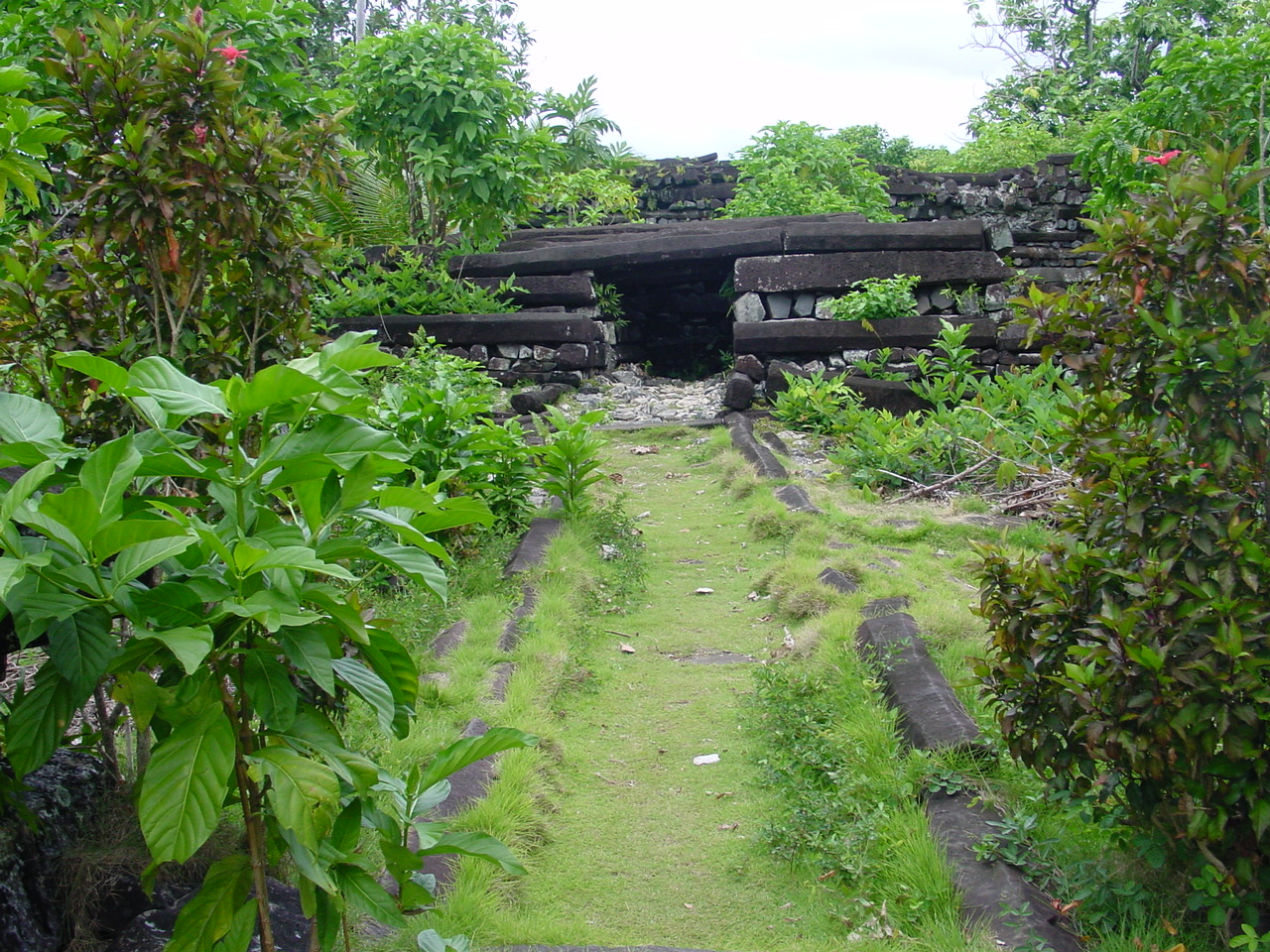
ナントワス入り口

上マトル（上ナンマトル）で特筆される遺跡は、ナントワス (Nandowas)である。二重の周壁を備え、多機能を持っていた遺跡であり、その名は「口の中に」を意味する。これは、人々は首長の口の中に何があるのか知りえないことと、ナントワスの周壁の内側で何が行われているのか分からないことが重ねられている。この場所はシャウレテウル朝歴代の王が葬られた墓所であり、最後の王シャウテムォイもここに葬られたとされる。
ナントワスの二重の周壁は、外周壁が縦64 m、横54 m、高さ 9 m、厚さ 3mで、内周壁が縦30 m、横24 m、高さ4.5 m、厚さ 1.8 mとなっている。中心部の石室にシャウテムォイが葬られたと伝えられるが、外周壁と内周壁の間にも他に2つの墓がある。ナントワスからは、過去の発掘調査で、シャコガイ、イモガイ、チョウガイ、アカザラガイなどを加工した貝製の斧、釣り針、腕輪・耳輪などが発見されている。ナントワスの築造年代は、放射性炭素年代測定によると、西暦1150年頃と見積もられている。
ナントワスの正面と両脇に位置するのが、タウ (Dau)、パーントワス (Pahndowas)、ポーントワス (Pohndowas) で、建設、防衛など、ナントワスでの作業に従事する人々が暮らしたとされている（Pahnは「下」、Pohn は「上」）。
ウシェンタウ (Usendau) は司祭者の居住地であり、シャウテレウル朝滅亡後はナーンマルキの居住地となった。この遺跡にはU字型のプラン（平面図）のナース（nahs, 集会場）や石積み祭壇の跡が残り、放射性炭素年代測定の結果では、島そのものは760年ごろに作られたとされる。これは、最下層の炭化物から導かれた年代である。なお、ウシェンタウ、ペインキチェル、タパーウ（後二つは以下を参照）などに囲まれた地域には小さな人工島が多く残るが、これらのうち30以上が司祭者の住居に使われていた島とされている。
上マトルには他に、人工島の中で唯一、チェムェン島本土と直接接するペインキチェル (Peinkitel) もある。この遺跡はナントワス、パーンケティラ（後述）と並んで特に重要な場所とされ、伝承上、オロシーパとオロショーパが葬られたことになっている。日本の委任統治領時代の発掘で2体の人骨が出土しており、マサオ・ハドレイによると、嵌めていた腕輪などから、地元ではオロシーパとオロショーパの2人の骨と信じられたという。それとは別に、イショケレケルの墓とされるロロン様式（ポンペイ島本土にも見られる石積墳墓の様式）の墓もあり、シャウテレウルやナーンマルキのうちの何人かもこの島に葬られたとされる。
高位の司祭者のものと考えられるロロン様式の墓があるのが、外縁にあたるカリアン (Karian) である。後出のパーンウィもそうであるが、防波堤の役割を果たす人工島には、多くの墓が築かれている。これは、カーニムェイショに死者の霊がゆくと考えられていたことと結びついているという。
葬礼との結びつきということでは、上マトルにはコーンテレック (Kohnderek) もある。この人工島は葬礼の最後にたどり着く場所で、埋葬に先立ち、「死の踊り」が披露された。踊りは、遺族を慰撫する目的もあったという。
他の人工島としては、食用・燃料用・儀式用などに使われたヤシ油の生産地であったペインエリン (Peinering)、カヌー工房のタパーウ (Dapahu)などを挙げることができる。

### 下マトル
下マトル（下ナンマトル）には、シャウテレウル朝の歴代の王が居住したと伝えられるパーンケティラ (Pahnkedira) がある。パーンケティラは「宣言を下す場所」を意味し、シャウテレウルの住居や水浴び場、10棟の食糧貯蔵庫などがあった場所であり、寺院 (Temple) の遺構も含まれる。寺院は雷神ナーンシャペもしくは精霊ナンキエイルムァーウ (Nankieilmwahu) を祀ったと考えられている。年代測定の結果、島そのものは10世紀後半の建設で、その計測結果がシャウレテウル朝の成立期の根拠となっている。その後、13世紀後半、15世紀後半に段階的に拡張期を迎えたと認識されている。
パーンケティラ建設にあたり、マトレニーム、ショケース、キチ、コスラエ（または風上のカチャウ）から来た代表がそれぞれ四隅を担当し、それぞれの国の運命と結び付けられた。ここからは、王都にしばしば見られる、世界の中心であるとともに世界の構造を表すという発想が読み取れるという。なお、この思想は四隅のいずれか崩れた時には、担当した代表の属する地域の人々も滅ぶという伝承に繋がったらしい。そして、その四隅のうち、ショケース代表が建てたとされる部分が、何らかの理由で1910年9月に砕けた。ショケースの人々がドイツ知事らを殺し、ショケースの反乱 (Sokehs rebellion) を起こしたのはその翌月のことであった。一般にショケースの反乱は、ドイツの支配強化に反対し、ポンペイ島の独立を取り戻そうとした動きとされるが、この反乱の結果、ショケースのナーンマルキは殺され、住民たちも400人以上が流罪になった。遺跡の損壊と反乱の因果関係はともかく、ミクロネシア連邦当局による世界遺産推薦書でも、これらの出来事は並べて書かれている。
パーンケティラに隣接していたのがワシャーウ (Wasahu) で、「あの場所」を意味する。それは捕虜や重罪人を木槍で突き殺した刑場であり、それゆえに本来の名ではなく「あの場所」という婉曲な名前で呼ばれるようになったという。
イテート (Idehd) は毎年祭祀が行われていた島である。その祭祀では、海に通じた穴へと殺したカメの臓物を捧げ、現れたウナギの動きをもとに、懺悔の適否や吉凶を判断したという（ウナギは神の使いとされた）。なお、殺したカメはイヌの肉とともに焼かれて食べられたが、その際に出た灰は小山状に積み重ねられており、これが年代特定に役立った。それをもとにスミソニアン研究所は1258年（± 50年）という年代を1963年に公表したが、それがナンマトルに関する最初の放射性炭素年代測定の公表となった。現在までの更なる測定で、13世紀初頭から15世紀半ばに至る様々な年代が析出されている。このイテートでは1000年から1200年に祭祀が開始されたと考えられており、それが首長制成立期を推測する根拠となっている。また、シャウテレウル朝で行われていたナーンイショーンシャップ信仰の祭祀は、1200年以降にイテートで行われていたと考えられており、この時期が王朝の発展期と重なるとされている（ナーンイショーンシャップはウツボの化身とされる神）。
トロン (Dorong) には海水を引き込んだ池があり、ハゴロモガイ（フネガイ科）をはじめとする魚介類をとり、シャウテレウルに献上するための場であった。伝承では、池の中央の奥底は外海に繋がっているとされたが、現在では塞がってしまっている。
パーンウィ (Pahnwi) は防波堤状の人工島だが、現在ではパーンウィA、Bと二つに分けて捉えられている。前出の推計90トンの石は、この南西端に存在する。パーンウィは「ウィの木の下」を意味し、地元で「ウィの木」と呼ばれる植物にちなんで付けられた名前だが、これはゴバンノアシ (Barringtonia asiatica) のことである。司祭者たちの埋葬地とされていた島であるとともに、イショケレケルの最初の上陸地と伝えられている。
上陸当初のイショケレケルは友好的に装ったので客人として遇されたというが、その時に客人として通された場所がケレプェル (Kelepwel) で、333人の仲間とともに逗留したという。

## 他の遺跡との関係

### ポンペイ州の遺跡
チェムェン島には、ペインポーンロン (Peinpohnlong)、ペインポーンアパープ (Peinpohnapahp)、ペインチャム (Peintamw)、ペインローロ (Peinlohlo) など、玄武岩の周壁に囲まれた方形墓を備えた遺跡があり、ペインポーンアパープの放射性炭素年代測定によって、1219年から1385年という年代が得られている。他のものも含めて、チェムェン島では52の遺構の存在が報告されている。
また、チェムェン島と湾を挟んで北側にあるポンペイ島のメチップ (Metipw)、トラパイル (Dollapwail) 両地域には、放射性炭素年代測定で11世紀から13世紀までの年代を示している遺跡がいくつもあり、伝承上もメチップは人工島建設に使われたサンゴの供給元として言及されている。それらの地域にあるソウクロウ (Soukrou) No.1, 2遺跡およびペインキパール遺跡 (Peinkipahr) はいずれも丸石・板状・柱状の玄武岩を駆使した周壁を備えており、その形状はチェムェン島に見られる祭祀遺跡と類似する。チェムェン、メチップ、トラパイルの遺跡は、シャウテレウル朝の支配下にあった時期の村落のものとされる。また、ポンペイ島にはロロンと呼ばれる様式の、高位者向けの石積墳墓もあり、ナンマトルの発展期とも重なる1200年頃に出現したとされる。
こうした遺跡群は、ナンマトルの理解を深めるために重要とされるが、まだ十分に研究されているとは言えず、専門家からも今後の研究の深化に対する期待感が示されている。

### レラ遺跡

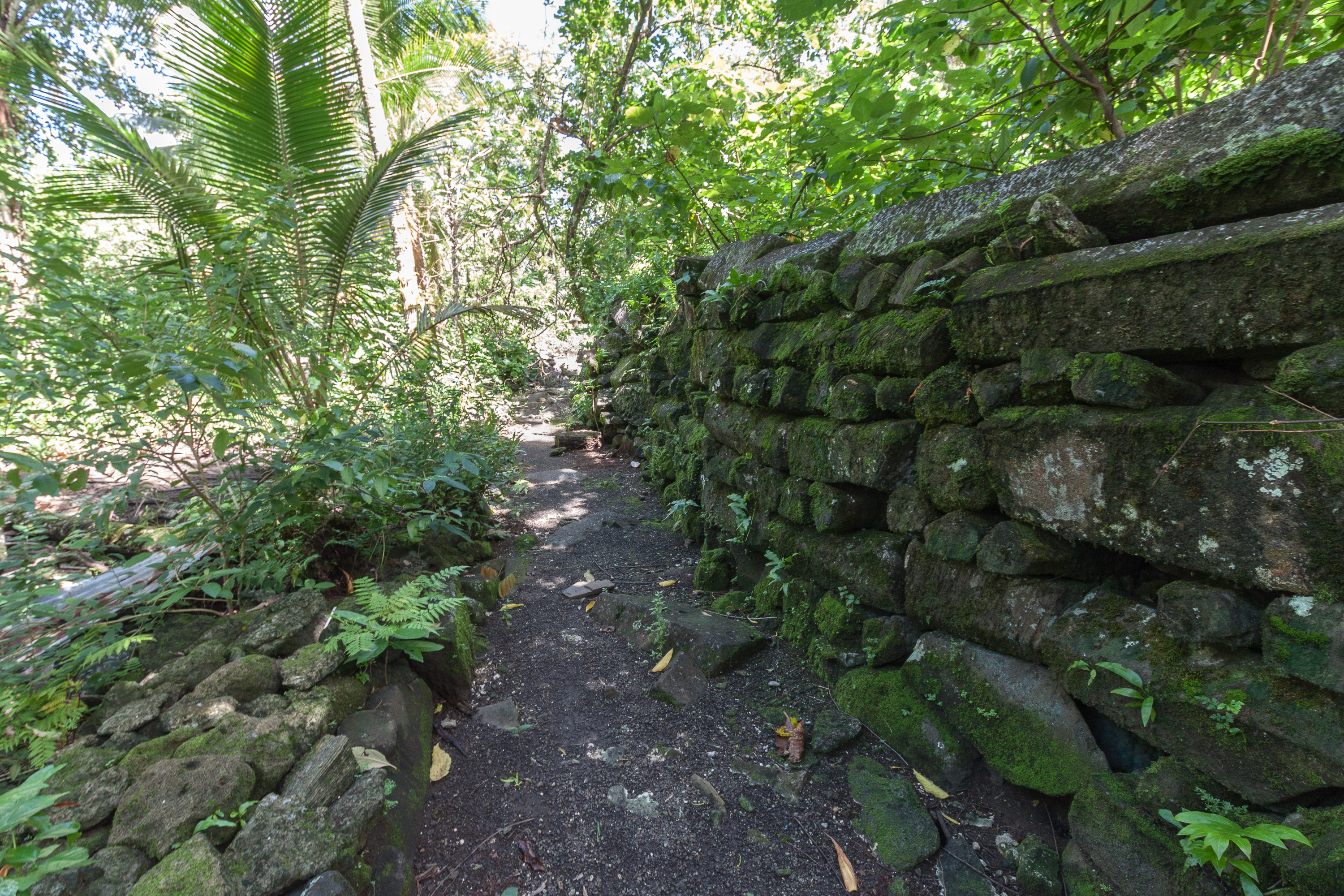
コスラエ島のレラ遺跡

コスラエ島に付随するレラ島にも、柱状玄武岩の巨石記念物であるレラ遺跡がある（表記揺れは当該記事参照）。東ミクロネシアにおいては、ナンマトルと双璧をなす中心地とされ、ミクロネシア連邦は将来的な世界遺産登録を視野に入れている。
レラ島の低地に築かれたレラ遺跡は柱状玄武岩を利用した巨石構造物群で、構造物群の間に水路を引いていた「半水城」という点などでナンマトルに類似する。規模はナンマトルの3分の1ほどだが、最大の遺跡キンジェル・フェラトの規模だけならば、ナンマトルの中心遺跡ナントワスに匹敵する。墓の様式などに違いはあるものの、伝承上はナンマトルよりも先に築かれたとされる。
考古学的知見からも確かに両者の交流は認められているが、逆にナンマトルがレラ遺跡に影響を与えたと考えられている。というのは、レラ遺跡の建設開始は1250年頃、巨石記念物群の建設開始に至っては1400年以降のことと考えられているからである。
なお、ナンマトル、レラの影響は、サプゥアフィク環礁（ポンペイ州）、ナムー環礁（マーシャル諸島）などにも拡散していったことが、それらの環礁に共通して見られる玄武岩製の神像から推測されている。

### ポリネシアの各遺跡

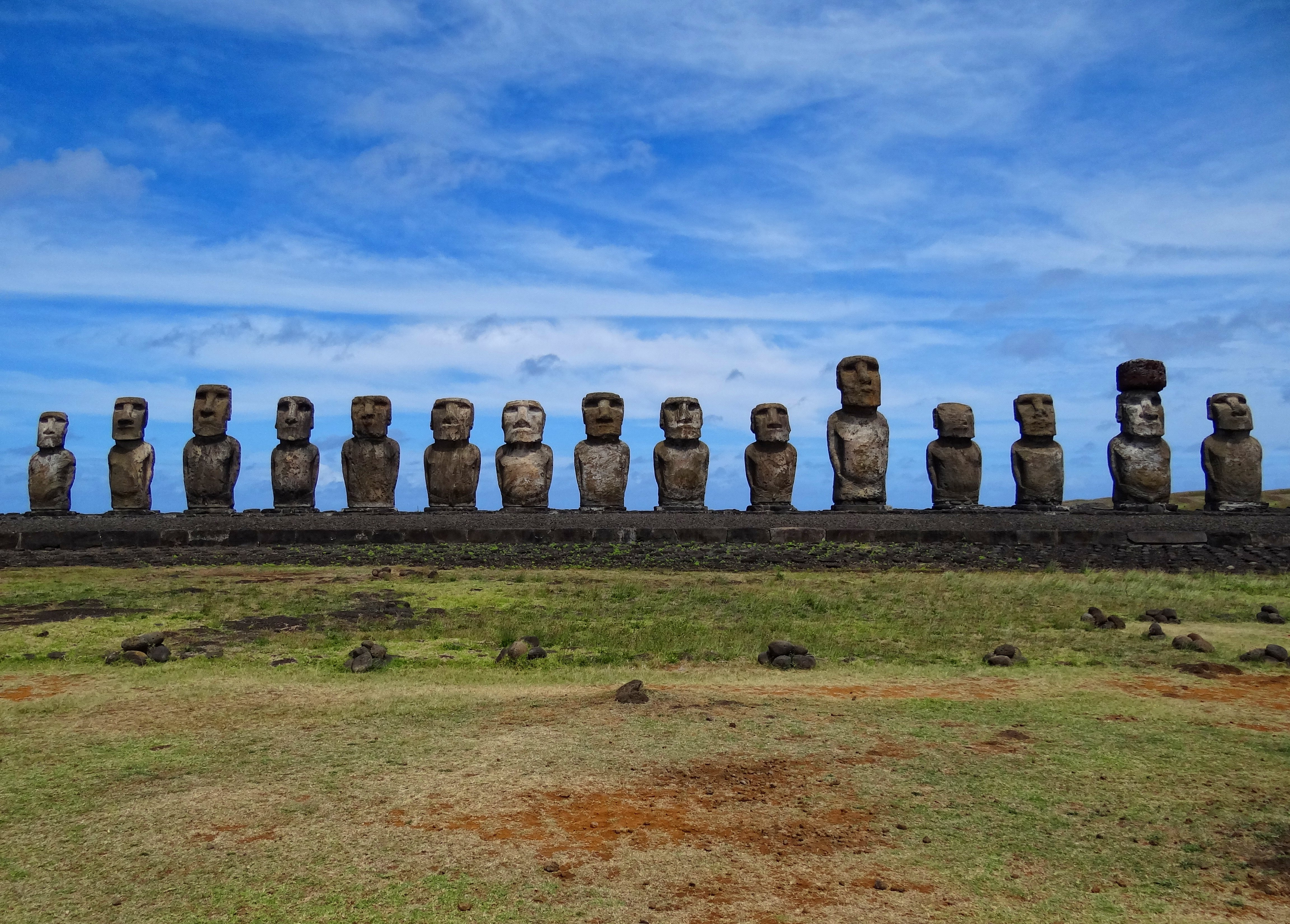
アフ・トンガリキ

ポリネシアにはタプタプアテアのマラエ（ライアテア島）、アフ・トンガリキ（イースター島）など、儀式が執り行われた石造遺跡が残る。こうしたポリネシアの祭祀遺跡の伝統とナンマトルに直接的な交流があったかどうかは、考古学的には解明されていない。しかし、ポリネシアに見られるカヴァ（ポンペイ語でシャカウ）を飲む伝統は、ミクロネシアではポンペイ島とコスラエ島にしか見られなかった。ナンマトルには、パーンケティラの5台のシャカウ台（カヴァの加工のための石台）など、シャカウ台がいくつも見つかっており、ナンマトルでもカヴァを飲む風習が存在したことが窺える。
カヴァはバヌアツ周辺が起源とされる植物で、ミクロネシア原産ではないことから、ポンペイのナンマトルなどとポリネシア文化の間にも、何らかの繋がりが存在した可能性は指摘されている。言語学的にも、カヴァを飲む風習はポリネシアからもたらされた可能性があるという。また、前出のロロンは、西ポリネシアの階段状墳墓との関連性が議論されている。
また、伝承上はナンマトルがポンペイ島だけでなく、島外からも献上品を贈られていたことになっている。実際、ナンマトルでは、西ポリネシア様式の石斧、アドミラルティ諸島（パプアニューギニア、メラネシア）産と推測される黒曜石の加工品なども見つかっており、ナンマトルが外部に影響を及ぼしていた可能性が指摘されている。

## 研究史

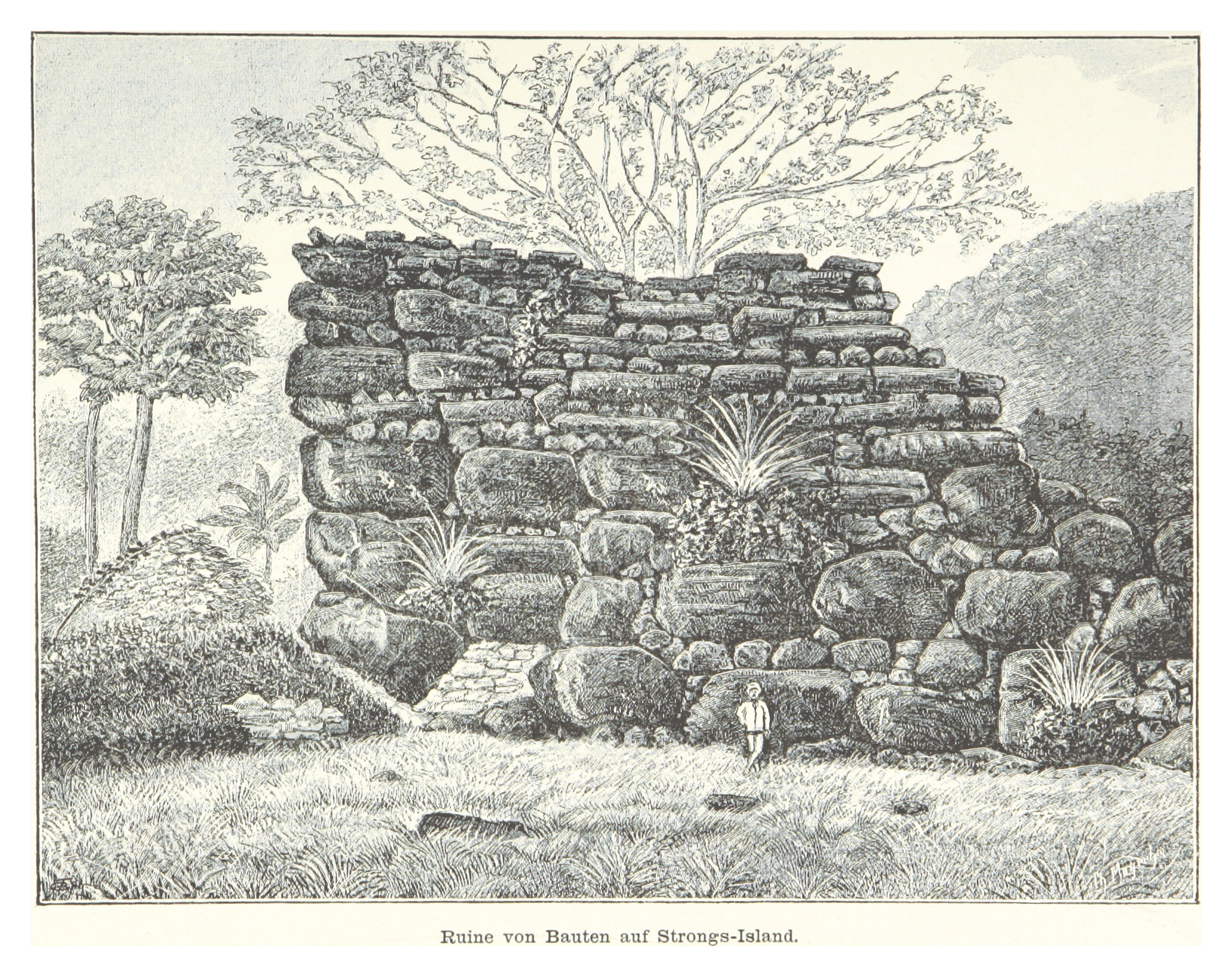
1883年のスケッチ

ヨーロッパ人によるポンペイ島の発見は、一般に1595年のペドロ・フェルナンデス・デ・キロスが最初とされている。しかしながら、これは、それらしき島を目撃したという記録にとどまり、具体的な調査は行われていない。
その後は散発的な記録を除くとポンペイ島への言及は途絶えるが、1830年代以降、捕鯨の活発化にともない、記録が増えるようになった。本格的調査といえるものではないが、ナンマトルへの最初の言及は、1830年代のオコーネル (J. O’Connell) のものとされ、すでに住居としては放棄され、人が住まなくなっていた様子が報告されている。同じ頃、1835年の『ニューサウスウェールズ文学・政治・商業アドヴァタイザー』の記事および他の新聞記事1本にも、ナンマトルへの言及が見られる。その後も複数の紹介記事などが現れるが、19世紀半ばの論調は、ナンマトルが現地人の技術によることを否定し、放棄されたスペイン人の要塞と見なすものだった。
しかし、徐々に現地人によるものとする見解が支持されるようになり、19世紀後半から20世紀前半にかけては、ヨハン・クバリー、パウル・ハンブルッフ（ポール・ハンブルク）らが調査を行い、とりわけハンブルッフの遺跡の全体図は、最初の全体図というだけでなく、2010年代の研究水準から見ても比較的正確なものと評されている。ドイツ帝国太平洋保護領の終焉後、日本の委任統治領時代には、松村瞭、長谷部言人、八幡一郎らが相次いで現地調査を行い、土器片や貝製の装飾品などを発見した。ことに八幡の発見は、その後も長らくミクロネシアの土器の東限を示すものとなった点で重要ではあったが、八幡に限らず第二次世界大戦以前の調査は、報告内容があまり詳細でないという点に難があった。なお、八幡の土器片は日本の大学に運ばれたが、八幡の研究室の移転時に行方不明になってしまったという。
1963年にはアメリカのスミソニアン研究所がイテート島を調査し、その放射性炭素年代測定を最初に公表したのは前述の通りである。
1979年にはアセンズ (J. Stephen Athens) が再び土器を発見し、これに続いてエアーズ (William S. Ayres) が初めて遺跡表面からの採取ではなく、発掘調査によって土器を発見した（その発見された土器の年代は、1180年から1430年の間と見積もられた）。アセンズやエアーズは更に調査を重ね、かつての首長制などを解明するための本格的研究を展開した。
その後、1990年代にはナンマトルそのものの調査で見るべき進展は無かったが、2000年代に入ると片岡修らが本格的な調査を行なった。日本人が主体となる発掘調査は、南洋庁が消滅した第二次世界大戦後では、これが初めてであった。
後述するように、これ以降の研究は、世界遺産に推薦するための価値の証明という観点が含まれることになった。

## 世界遺産
ナンマトルは1974年にアメリカ合衆国国家歴史登録財に、1985年にはアメリカ合衆国国定歴史建造物になった。歴史登録財となった前後の調査では、保全や修築に関した提言も行われるようになった。
ミクロネシアがひとまずの独立を果たした1986年に、ナンマトルはミクロネシア連邦の国定歴史建造物になり、連邦政府公文書・歴史・文化保存局の管理下に置かれた。しかしながら、実際の管理に当たっては同保存局およびポンペイ州政府歴史保存局だけでなく、所有権を主張するナーンマルキおよび私的な地権者の利害が交錯し、ナーンマルキ、地権者、その他の住民が観光客から別個に入場料を徴収し、しかもその入場料が遺跡の保存などに適切に活用されないという実態があった。
ミクロネシア連邦政府はナンマトルの世界遺産登録を希望していたが、独力での登録推進は困難であった。その要請を受け、2010年に日本の文化遺産国際協力コンソーシアムが支援することが決まり、翌年から現地での本格的な支援活動が開始された。
地元では世界遺産化を歓迎する意見だけでなく、否定的な意見も根強くあった。というのは、地元の人々にとって、ナンマトルは特別なものであり続けていたからである。ナンマトルは、ヨーロッパ人が接した19世紀初頭の時点で既に人の住まない遺跡となっていたが、地元の人々にとって宗教的な意義が失われることはなく、遺跡内でのマナーに配慮することはもとより、立ち入り自体みだりにすべきでない聖地と認識され続けてきた。地元では、1907年にペインキチェル遺跡を発掘したドイツ知事ヴィクトル・ベルク (Viktor Berg) が、その直後に熱中症ないし熱射病で急死したのは遺跡を掘り返したせいであるなど、掘り返した者への祟りの話が多くあるほか、取材時に遺跡への敬意を欠いた外国テレビ番組のクルーが発狂した、などといった真偽不明の話も流布されている。
派遣された日本の専門家は、以上のような地元民も含む各利害関係者の調整、および遺跡の調査や保存計画の策定に協力した。
こうして、ミクロネシア当局は、ナンマトル遺跡を2012年1月3日に世界遺産の暫定リストへ記載した。ミクロネシア当局は暫定リスト記載後も日本ユネスコ信託基金の援助などを受け、2015年1月29日に正式な推薦書を世界遺産センターに提出した。この推薦は、将来的にナンマトルとコスラエのレラ遺跡を一体として推薦することを企図しつつも、諸準備の整ったナンマトルのみを先行して推薦するものであった。
世界遺産委員会の諮問機関である国際記念物遺跡会議 (ICOMOS) は、アメリカの専門家の現地調査も踏まえ、推薦に当たっての比較研究も妥当なものとして、登録を勧告した。
2016年の第40回世界遺産委員会でも勧告通りに登録され、委員国からはミクロネシア初の世界遺産登録を祝う声や、今回の推薦では見送られたレラ遺跡への拡大を期待する意見が出された。
ただし、後述するように、登録と同時に危機にさらされている世界遺産（危機遺産）リストにも加えられた。

### 登録名
この世界遺産の正式名は英語: Nan Madol: Ceremonial Centre of Eastern Micronesia および フランス語: Nan Madol : centre cérémoniel de la Micronésie orientale である。その日本語名には、以下のように若干の揺れがある。
- ナンマトル:東ミクロネシアの祭祀センター - 片岡修・長岡拓也・石村智[173]
- ナン・マドール:東ミクロネシアの儀式の中心地 - 日本ユネスコ協会連盟[174]
- ナン・マドール、東ミクロネシアの祭祀場 - プレック研究所ほか[172][175]
- ナン・マドール:東ミクロネシアの祭祀センター - 古田陽久・古田真美[70]
- 東ミクロネシアの祭祀遺跡ナンマドール - なるほど知図帳[176]
- ナン・マトール:ミクロネシア東部の儀礼的中心地 - 世界遺産検定事務局[177]
- ナン・マトール:東ミクロネシアの祭祀遺跡 - 今がわかる時代がわかる世界地図[178]

### 危機遺産登録
ナンマトルは世界遺産に登録されたものの、水路に堆積したシルト、そこから繁茂したマングローブの脅威、遺跡の損壊といった理由で、登録と同時に危機遺産リストにも加えられた。保全や修復の必要性は、アメリカの登録文化財になって以降、研究者たちが様々な提案を行なってきた案件であり、危機遺産リストに加えるべきという提案は、ICOOMOSの勧告内容にも含まれていた。
一般に、危機遺産リスト登録に対しては、（否定的なイメージを嫌うなど理由は様々であるが）保有国が消極的になることもしばしばである。実際、カトマンズの渓谷（ネパールの世界遺産）は2015年の地震を理由に危機遺産リスト入りが議論されたが、第39回・第40回と2回連続で、保有国の意向を尊重して危機遺産リスト入りが見送られた。
ミクロネシア当局の場合、危機遺産リストへの登録に前向きで、国際的支援を受けて状況を改善する意向を示したことから、本来の危機遺産登録のあるべき姿などとして、委員国から好意的な声が聞かれた。
2017年3月21日には、遺跡の保存の脅威となる植物の除去作業の費用として、世界遺産委員会から3万ドルが拠出された。

### 登録基準
この世界遺産は世界遺産登録基準のうち、以下の条件を満たし、登録された（以下の基準は世界遺産センター公表の登録基準からの翻訳、引用である）。
- (1) 人類の創造的才能を表現する傑作。

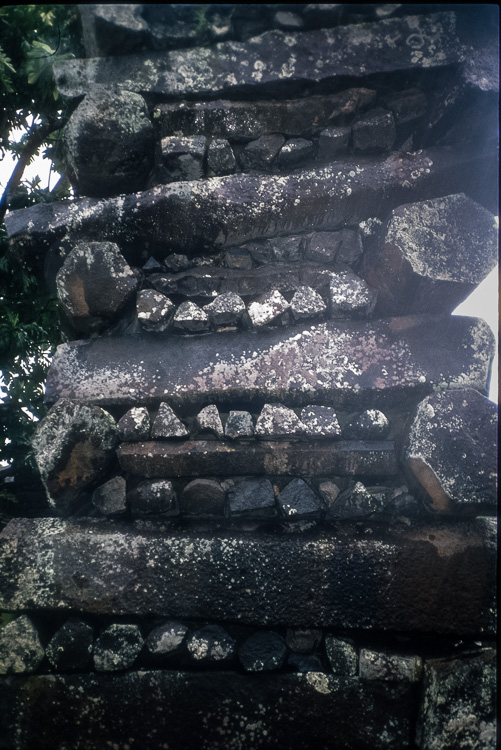
長手（石材の長い側面）と、多角形の小口が交互に積みあがっている

  - 世界遺産委員会ではこの基準について、「ナンマトルが顕著な巨石記念建造物であることは、柱状の玄武岩を駆使した壁の建築に示されている。それは島内の別の場所にあった石切り場から運ばれてきたものであり、特徴的な『小口積みと長手積みを組み合わせた技法』[注釈 21]で積まれている」[184]とした。この基準の適用は、ミクロネシア当局の申請には含まれていなかったが、ICOMOSが追加で適用すべきと勧告したことから加えられた[172][185]。

- (3) 現存するまたは消滅した文化的伝統または文明の、唯一のまたは少なくとも稀な証拠。
  - 世界遺産委員会は、この基準について「ナンマトルは、太平洋島嶼の首長制社会の発展について、傑出した証拠を示している。ナンマトルが大規模であること、技術的に洗練されていること、精緻な巨石建造物を集中させていることは、島嶼社会の複雑な社会的・宗教的実践の証明となっている」[184]とした。

- (4) 人類の歴史上重要な時代を例証する建築様式、建築物群、技術の集積または景観の優れた例。
  - 世界遺産委員会は、この基準について「首長住居の遺構、儀式の遺跡、埋葬に関する構造物、関連する居住地の遺跡は、傑出した儀式の中心地の例を形成している。それは、およそ1,000年前から始まった、島の人口増大や農業力強化と結びつく首長制社会の発展を説明するものである」[186]とした。

- (6) 顕著で普遍的な意義を有する出来事、現存する伝統、思想、信仰または芸術的、文学的作品と直接にまたは明白に関連するもの（この基準は他の基準と組み合わせて用いるのが望ましいと世界遺産委員会は考えている）。
  - 世界遺産委員会はこの基準について、「ナンマトルは、太平洋島嶼における伝統的首長制および統治機構の元来の発展を表すものであり、今なおナンマトルを伝統的に保有・管理するナーンマルキの制度形態の中に息づいている」[184]とした。

## 他の伝説との関連

### ムー大陸

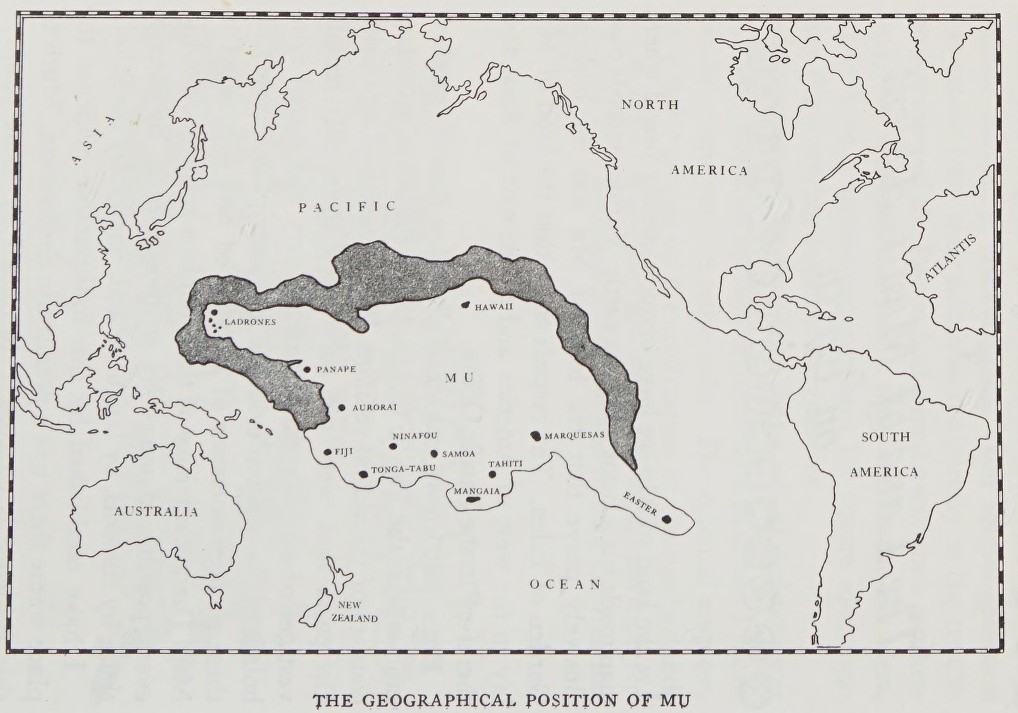
チャーチワードの主張したムー大陸の範囲

ジェームズ・チャーチワードは、太平洋にはかつてムー大陸があり、高度な文明を誇るムー帝国があったが、12,000年前に沈んでしまったと主張していた。そのチャーチワードの説では、ナンマトルこそが、ムー帝国の首都ヒラニプラの痕跡であるとされていた。チャーチワードよりも先に、太平洋には陸橋島を結んだ有史以前の古代文明があったと主張したジョン・マクミラン・ブラウンも、ナンマトルをその文明の首都の廃墟と位置づけていた。
しかしながら、ナンマトルは前述のように西暦500年から1500年頃の遺跡であり、ムー大陸の首都とするには新しすぎる。考古学的には、ムー帝国の残滓とする説は否定されている。

### 竜宮城
ナンマトルは、日本の御伽噺『浦島太郎』に出てくる竜宮城のモデルとされることもある。地元の名士マサオ・ハドレイをはじめとする古老たちは、海底に沈んだ聖なる都市カーニムェイショの伝説と、竜宮城伝説の類似性を指摘した。ほかにも、近くの海底深くに巨大な石柱が眠っているという伝説や、ナンマトル近くの島の古称が「ウラノシマ」だという伝説、北方から東洋人らしき漁師が漂着して長期滞在した伝説などもあるという。
その一方、そうした類似性については、20世紀前半の日本の委任統治領だった時代に、日本からもたらされた浦島太郎伝説がポンペイ島の伝説に混入したとも言われている。また、20世紀末以降には日本のテレビ番組でも複数回取り上げられたが、そうした番組の取材も、地元民の伝承に影響を与えた可能性が指摘されている。
なお、地元民がカーニムェイショと呼ぶ近海には、水深15 m ほどの海底に規則的に並んだ五本の柱らしき構造物が確認できる。ただし、泥土の流入や造礁サンゴ等の付着により、人工物とは断定できない状態である。仮に人工物だとしても、海の穏やかさなどから、潜水に長けた水夫とカヌーによって、シャウテレウル朝が構築することは十分に可能だったと想定されており、海の精を祭るための構造物の可能性も指摘されている。

### 為朝伝説
保元の乱で伊豆大島に流され、その地で自害した源為朝には、実際には死なずに別の地へ渡ったとする伝説が多くある。琉球に渡って、現地の女性を娶って初代琉球国王舜天をもうけたとされる話なども、その一つである。その為朝が、ポンペイ島に渡ってナンマトルを築いたという伝説もある。ただし、それはもちろん学術的に裏付けられた説ではない。